# Stronguilí
Stronguilí (En griego: Στρογγυλή "redonda"), también conocida como Stronguiló, es una pequeña isla perteneciente a la unidad periférica de Lasithi. Está ubicada en la costa sur de Creta, en el Mar de Libia. Forma un grupo de islas con Kufonisi, Makrulo, Mármaro y Trájilos.
- Datos: Q7624719